# دوري الدرجة الأولى الروماني 1913–14
دوري الدرجة الأولى الروماني 1913–14 (بالرومانية: Cupa Hans Herzog 1913-1914)‏ هو الموسم 5 من  دوري الدرجة الأولى الروماني. أقيم خلال الفترة 1 مايو 1914 وحتى 11 مايو 1914، وأشرف على تنظيمه اتحاد رومانيا لكرة القدم، وكان عدد الأندية المشاركة فيه  4، وفاز فيه Colentina A.C. București ‏.